# Westland Weasel
Il Westland Weasel fu un aereo militare biposto, monomotore e biplano, sviluppato dall'azienda aeronautica britannica Westland Aircraft Ltd nei tardi anni dieci del XX secolo e rimasto allo stadio di prototipo.
Destinato ad essere utilizzato nel ruolo di aereo da caccia-ricognitore come dotazione dell'aviazione militare britannica durante la prima guerra mondiale, a causa del sopravvenuto termine del conflitto e dei continui problemi legati alla motorizzazione nelle sue prime fasi di sviluppo, venne realizzato in soli quattro esemplari, tre dei quali utilizzati dall'Air Board come banco di prova volante per motori radiali raffreddati ad aria, in particolare i 9 cilindri Armstrong Siddeley Jaguar e Cosmos (poi Bistol) Jupiter.

## Storia del progetto
Nel corso della prima guerra mondiale, al fine di fornire alle forze aeree alleate modelli velivoli militari sempre più avanzati, le autorità militari britanniche espressero la necessità di dotare il Royal Flying Corps (RFC) di un nuovo modello per sostituire in servizio il Bristol F.2B Fighter "Brisfit". La specifica, indicata come Type IIIA, fu ripresa dalla neoistituita Royal Air Force (RAF) all'inizio del 1918, la quale richiedeva la fornitura di un modello biposto che potesse essere impiegato sia come caccia che ricognitore, di facile e veloce costruzione al fine di essere velocemente messo in linea, e che impiegasse il moderno motore radiale ABC Dragonfly, in quel momento in fase di sviluppo. Alla richiesta risposero tre aziende aeronautiche nazionali presentando progetti concettualmente simili, quello proposto dalla British and Colonial Aircraft, il Bristol Badger, quello dell'Austin Motor Company, l'Austin Greyhound, e quello elaborato dalla Westland Aircraft, il Westland Weasel.
L'ufficio tecnico della Westland Aircraft ne iniziò lo sviluppo nei propri stabilimenti di Yeovil, disegnando un aereo che riproponeva aspetto e caratteristiche salienti dei modelli sviluppati nello stesso periodo, un velivolo monomotore in configurazione traente realizzato con struttura lignea ricoperta in tela trattata, dalla velatura biplana, a scalamento positivo, con ali di eguale apertura e dotata di una doppia coppia di montanti per lato, fusoliera biposto con abitacoli separati posti in tandem, l'anteriore destinato al pilota e il posteriore all'osservatore e mitragliere di coda, e carrello d'atterraggio fisso. Per aumentare l'aerodinamicità complessiva del velivolo il motore Dragonfly era parzialmente racchiuso da una cappottatura metallica che lasciava scoperti solo teste e pacchi lamellari dei singoli cilindri per il necessario raffreddamento del propulsore. L'armamento previsto rispondeva alla dotazione standard per caccia britannici del periodo, una coppia di mitragliatrici Vickers calibro .303 in (7,7 mm) sparanti attraverso il disco dell'elica, integrate da una o due pari calibro Lewis montate su supporto ad anello (Scarff ring) nell'abitacolo posteriore.
La costruzione del primo prototipo (F2912) venne compromessa dalle problematiche, comuni anche ai concorrenti, legate alla messa a punto del motore Dragonfly, che caratterizzò negativamente tutto lo sviluppo del modello. Benché fosse in avanzatissima fase di completamento prima della fine di giugno, la mancata fornitura del motore fece slittare di mesi le prime prove in volo, le quali non iniziarono che nella seconda parte del mese di novembre 1918, dopo che il conflitto era già terminato ed era stato sottoscritto l'Armistizio di Compiègne. Inoltre il propulsore, oltre ad essersi rivelato più pesante di quanto previsto e sottopotenziato, era afflitto da un rapido surriscaldamento e forti vibrazioni che, trasmettendosi pericolosamente alla struttura, ne compromettevano la qualità del volo oltre a metterne potenzialmente a rischio l'integrità. Ciò nonostante il velivolo venne inviato all'Aeroplane and Armament Experimental Establishment (AEE) presso Martlesham Heath per le prove ufficiali.
I problemi del Dragonfly rimasero irrisolti e, anche se le prestazioni offerte dal Weasel vennero dichiarate soddisfacenti, risultando anche leggermente superiori a quelle dei concorrenti, non venne emesso alcun ordine di produzione in serie; ponendo termine alla competizione per la sua sostituzione le autorità della RAF ritennero il Bristol Fighter idoneo a soddisfare le sopravvenute esigenze interbelliche tanto che, nelle sue varie versioni aggiornate, il velivolo riuscì a rimanere in servizio fino al 1932.
Ciò nonostante, venne tuttavia emesso un ordine di fornitura per altri tre prototipi del Weasel da utilizzare come laboratorio volante finalizzato allo sviluppo di nuovi motori aeronautici; il primo (F2912) ed il terzo esemplare (F2914) furono equipaggiati con l'Armstrong Siddeley Jaguar, il secondo ed il quarto con il Cosmos Jupiter, entrambi radiali a 9 cilindri raffreddati ad aria. Utilizzati sia dal personale dell'AEE che da quello del Royal Aircraft Establishment (RAE), presso l'Aeroporto di Farnborough, le qualità dimostrate dal Weasel in questo compito ne favorirono l'allungamento della vita operativa, con l'ultimo esemplare rimasto in servizio fino al maggio 1925.